# Trellech

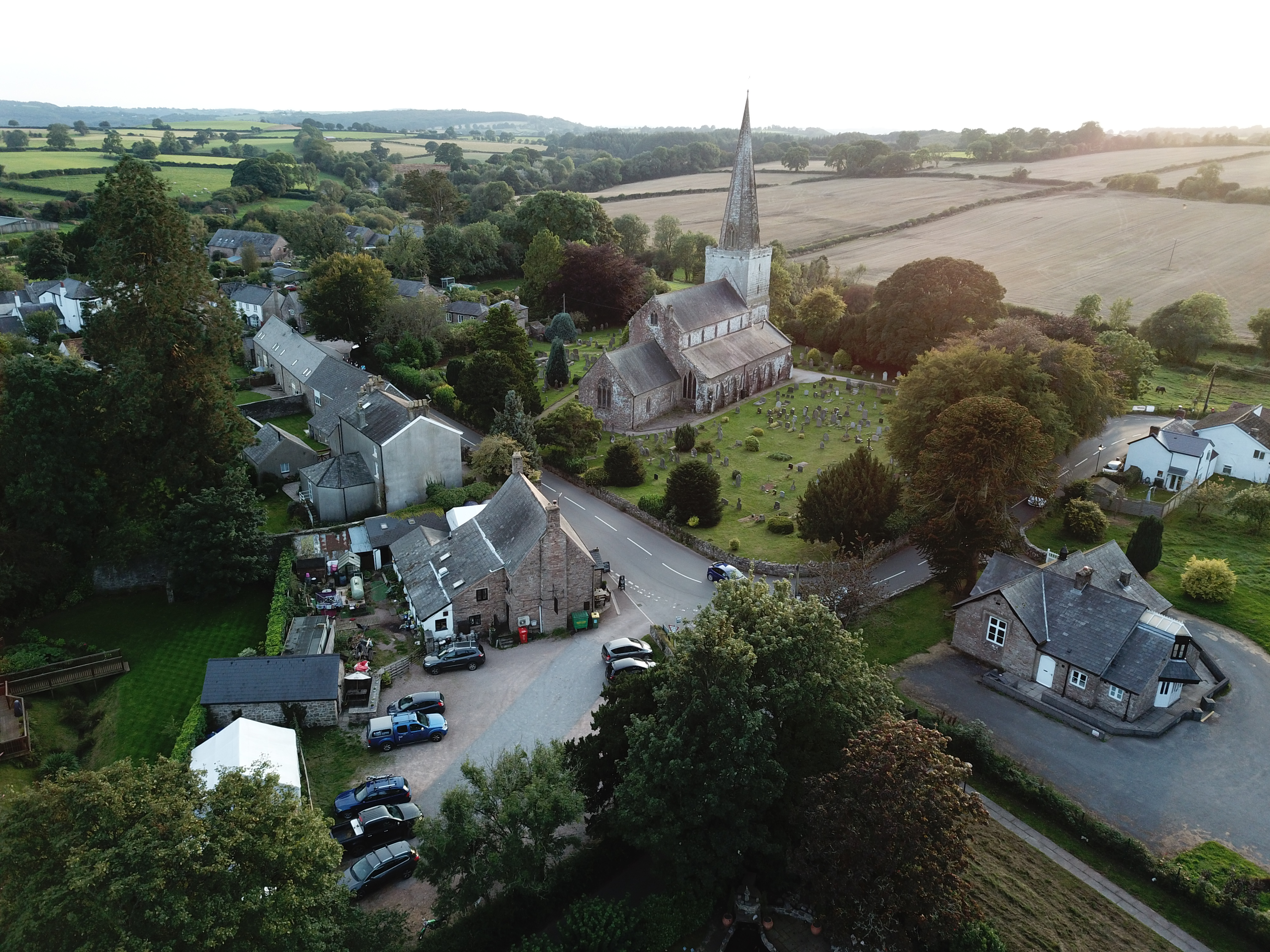
Trellech.

Trellech är en by i Monmouthshire i sydöstra Wales. Trots dess ringa storlek numera var Trellech på 1200-talet en av Wales större städer.